# Philippe Gardent
Philippe Gardent   (Belleville, 15 de març de 1964) és un jugador d'handbol francès, ja retirat, que va competir durant les dècades de 1980 i 1990. Jugava de pivot.
El 1992 va prendre part en els Jocs Olímpics de Barcelona, on guanyà la medalla de bronze en la competició d'handbol. Amb la selecció nacional jugà 298 partits entre 1983 i 1995, en què marcà 635 gols. Fou el capità dels equips que guanyaran el títol mundial el 1995 i la medalla de plata el 1993.
A nivell de clubs jugà al Stade français, Paris Université Club (1982-1985), USM Gagny (1985-1990), USAM Nîmes (1990-1992) i OM Vitrolles (1992-1996). Guanyà cinc edicions de la lliga francesa, el 1986, 1987, 1991, 1994 i 1996, i tres de la Copa francesa, el 1987, 1993 i 1995. El 1993 guanyà la Recopa d'Europa.
Un cop retirat de la competició el 1996 passà a exercir d'entrenador d'handbol amb el Chambéry Savoie (1996-2012), Paris Saint-Germain (2012-2015) i Fenix Toulouse (des del 2015).